# 特雷克罗纳站
特雷克罗纳站（丹麥語：Trekroner Station）是丹麦罗斯基勒市区东部的一座小型火车站，因所在地“特雷克罗纳”而得名，靠近罗斯基勒大学。1988年5月28日启用。车站股道大致呈东西走向。

## 图片集

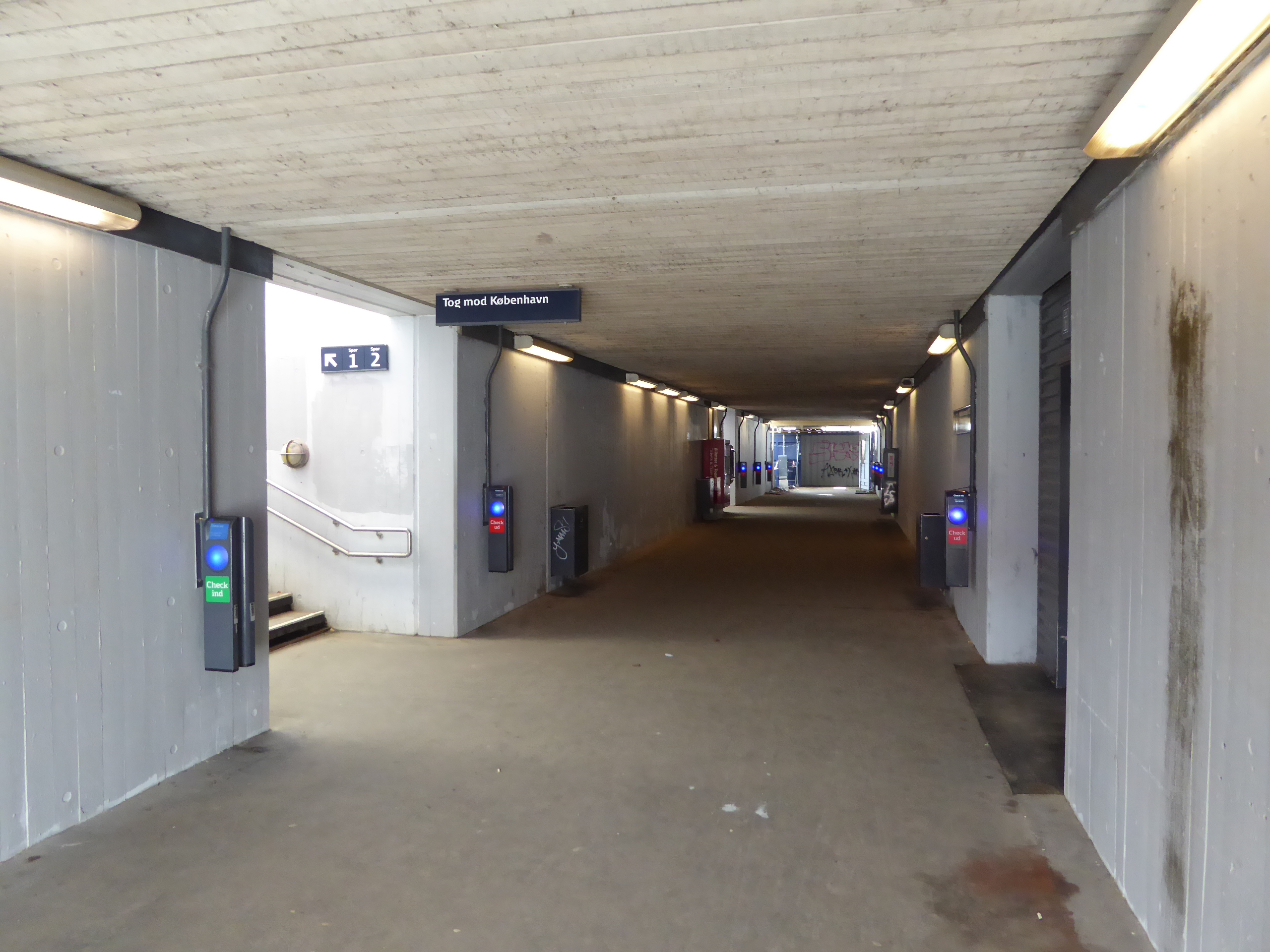
车站地道
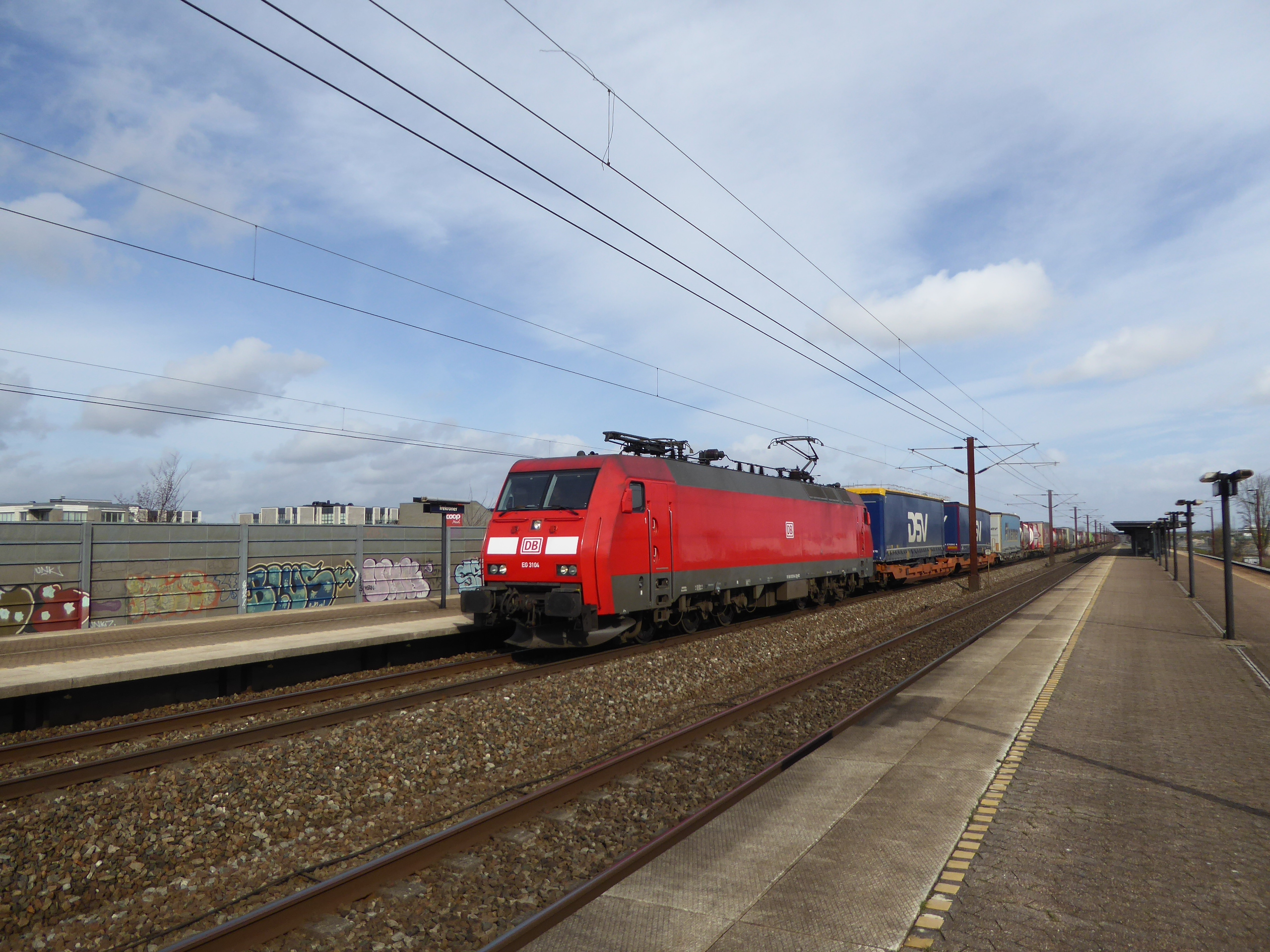
德铁货运所属的货运火车途径车站
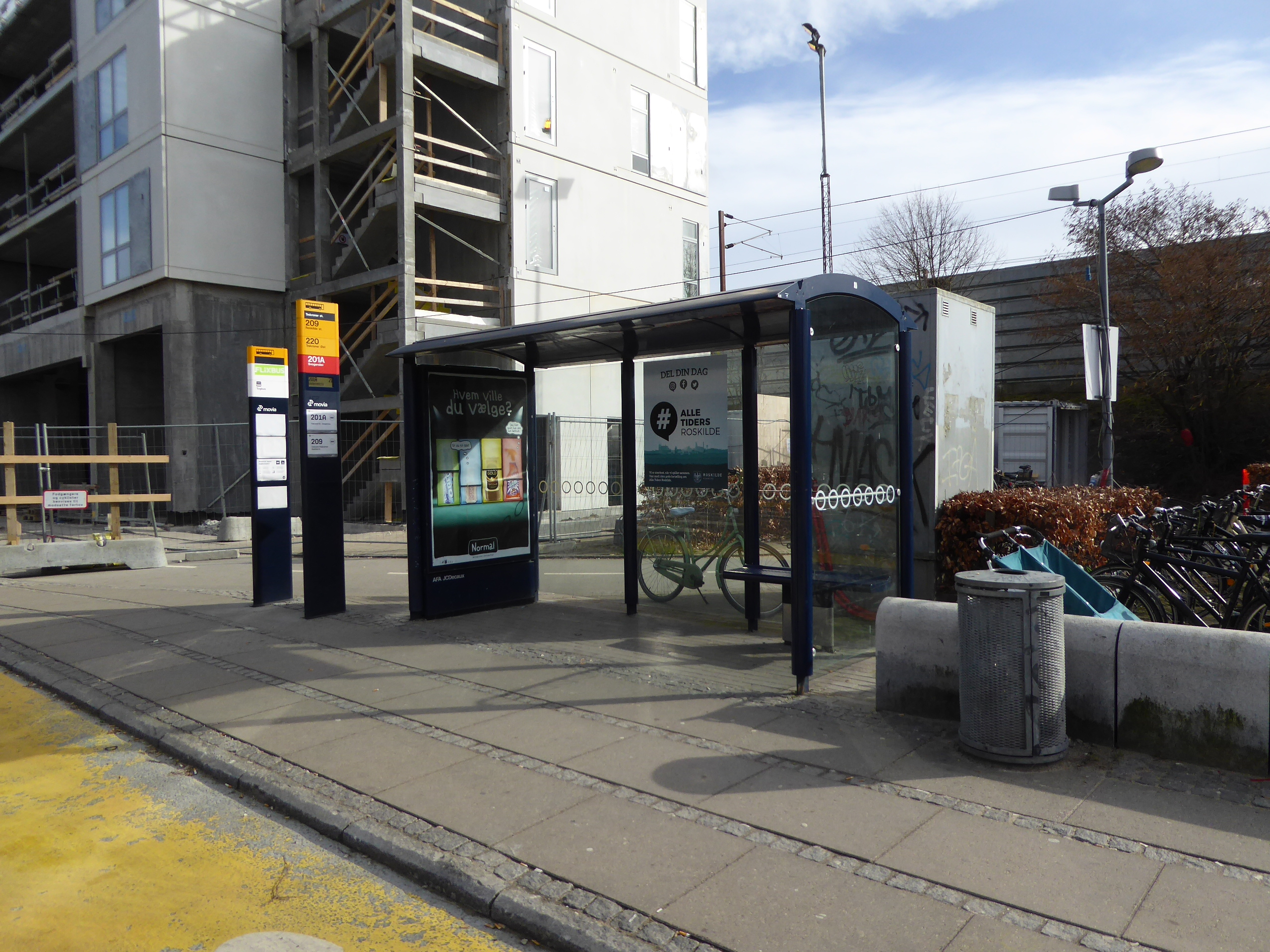
配套巴士站
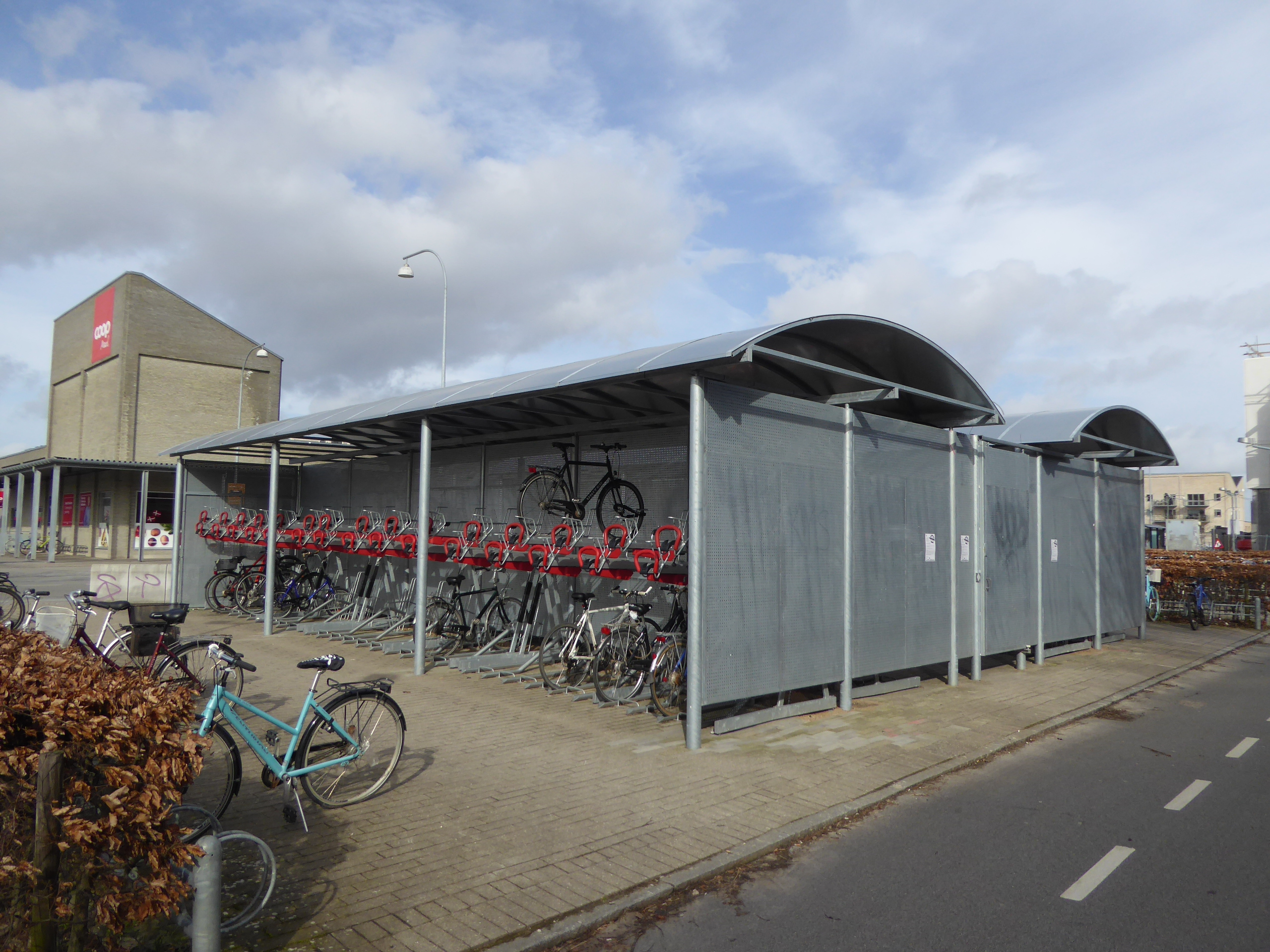
配套自行车棚

## 外部連結
- 丹麦国家铁路官网对车站的介绍 （页面存档备份，存于）（丹麦文）